# Karymer
Karymer (ryska Карымы) är en etnisk grupp som uppstått i Ryssland genom att manliga ryska nybyggare bildat familj med kvinnor från de lokala sibiriska folkgrupperna evenker och burjater.
Vid den ryska folkräkningen 2002 identifierade sig 2 personer själva som karymer. De inkluderades i den ryska folkgruppen.
Den aktiva vulkanen Karymskaja sopka (ryska: Karymska vulkannen) på Kamtjatka är uppkallad efter denna folkgrupp.